# Gustav Bock (Musikverleger, 1813)
Gustav Moritz Bock (* 2. März 1813 in Berlin; † 27. April 1863 ebenda) war ein deutscher Musikverleger.

## Leben

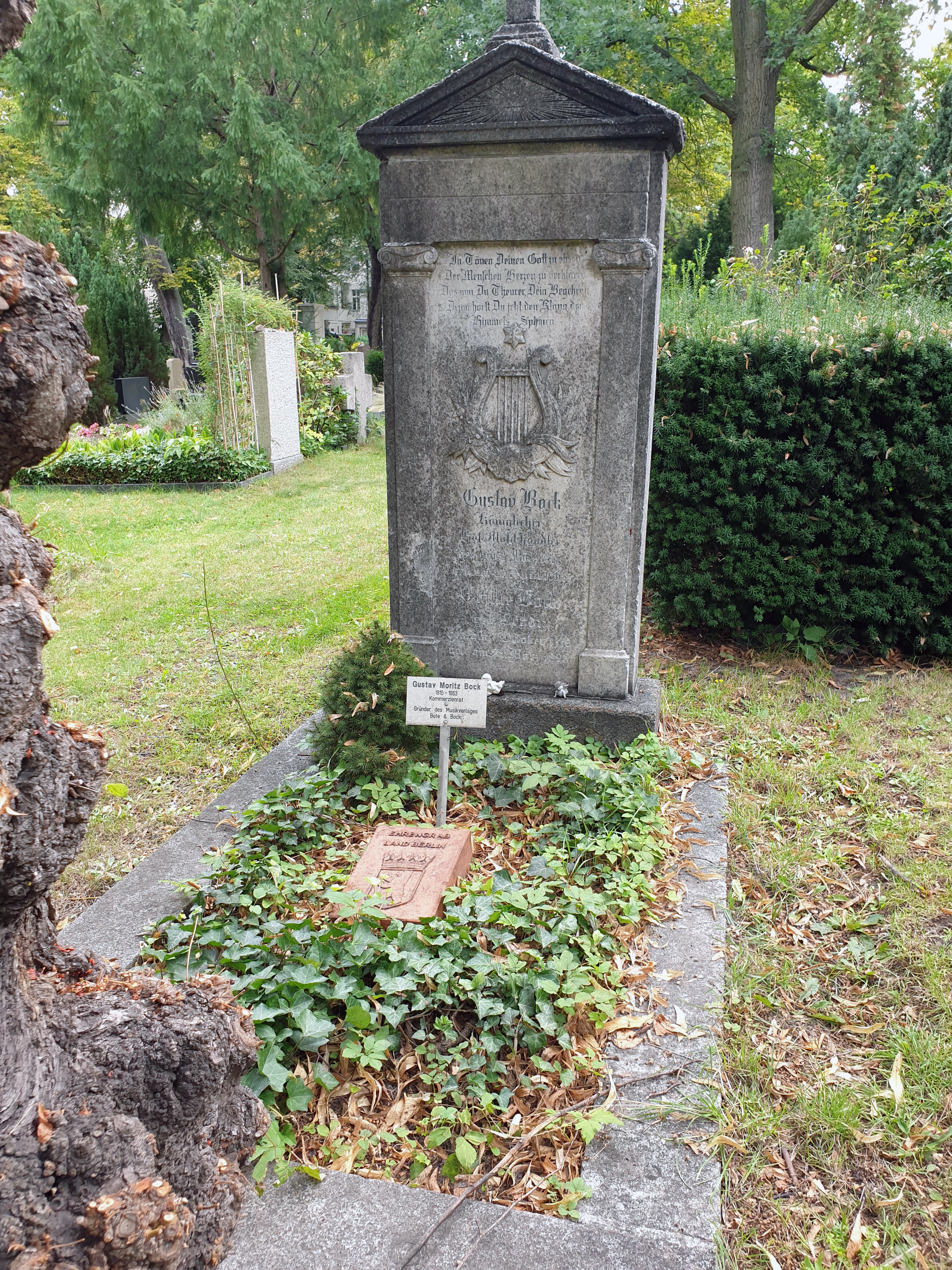
Ehrengrab auf dem Alten St.-Matthäus-Kirchhof, in Berlin-Schöneberg

Bock war der erste Sohn des Pädagogen Moses Hirsch Bock (1781–1816). Er durchlief eine Ausbildung als Buch-, Kunst- und Musikalienhändler und trat 1831 in die von Traugott Friedrich Julius Ahlemann gegründete „Buch- und Musikalien-Verlags- wie auch Sortimentshandlung“ C.W. Froehlich & Comp ein. 1842 heiratete er Emilie Brody. Das Ehepaar richtete in seiner Privatwohnung einen musikalischen Salon ein, in dem sie Privatkonzerte veranstalteten.
Gemeinsam mit Eduard Bote gründete Bock am 27. Januar 1838 durch Übernahme der Musikalienhandlung C. W. Froehlich den Musikverlag Ed. Bote & G. Bock.
Bock zählte zu den größten deutschen Musikverlegern und war eine der bekanntesten Berliner Persönlichkeiten in den 40er bis 60er Jahren des 19. Jahrhunderts.
In seinem Verlagskatalog trat neben den Opern und der Musica sacra auch eine Sammlung klassischer Werke der Tonkunst hervor. Um die Herstellungskosten seiner Ausgaben zu senken, ließ sie Bock von Strafgefangenen in Moabit und Spandau erstellen. Dieser erfolgreiche Versuch hat ihm neben geschäftlichem Nutzen auch den Dank der Behörden eingebracht. Auch stellte er häufig Strafentlassene in seinem Betrieb ein.
1845 gründete Bock zusammen mit anderen den Berliner Tonkünstlerverein und die Neue Berliner Musikzeitung. Auch arbeitete er im Verein für die Reorganisation des Musikwesens mit. 1847 wurde er von Friedrich Wilhelm IV. zum Hofmusikalienhändler ernannt.
Gustav Bock starb 1863 im Alter von 50 Jahren in Berlin. Sein Grab auf dem Alten St.-Matthäus-Kirchhof in Schöneberg ist als „Ehrengrab des Landes Berlin“ gewidmet.

## Leistungen
Bock rief die Bocksche Special-Stiftung für invalide Militärmusiker, sowie deren Wittwen und Waisen ins Leben, die bis ins 20. Jahrhundert bestand.